# Нидервајлер (Ајфел)
Нидервајлер (њем. Niederweiler) општина је у њемачкој савезној држави Рајна-Палатинат. Једно је од 235 општинских средишта округа Ајфелкрајс Битбург-Прим. Према процјени из 2010. у општини је живјело 85 становника. Посједује регионалну шифру (AGS) 7232092.

## Географски и демографски подаци
Нидервајлер се налази у савезној држави Рајна-Палатинат у округу Ајфелкрајс Битбург-Прим. Општина се налази на надморској висини од 397 метара. Површина општине износи 4,6 km². У самом мјесту је, према процјени из 2010. године, живјело 85 становника. Просјечна густина становништва износи 19 становника/km².